# Don't Think Twice, It's All Right
«Don't Think Twice, It's All Right» es una canción compuesta por el músico estadounidense Bob Dylan en 1962 y publicada en 1963 en el álbum The Freewheelin' Bob Dylan.
Dylan introdujo el tema como una "declaración que quizás pueda hacerte sentir mejor si estuvieras hablando contigo mismo." Escrita durante el periodo en el que su compañera sentimental Suze Rotolo había prolongado su estancia en Italia, "Don't Think Twice, It's Alright" está basada en una melodía que el cantante de folk Paul Clayton enseñó a Dylan.
Además de la melodía, un par de versos están extraídos del tema de Clayton "Who's Goin' to Buy You Ribbons When I'm Gone?", grabado dos años antes de la publicación de "Don't Think Twice, It's Alright". Los versos tomados de Clayton, ligeramente modificados, eran "T'ain't no use to sit and wonder why, darlin'" y "So I'm walkin' down that long, lonesome road". En la primera publicación de "Don't Think Twice, It's Alright", en lugar de "So I'm walkin' down that long, lonesome road babe, where I'm bound, I can't tell", Dylan canta "So long, honey babe, where I'm bound, I can't tell". La letra de la canción sería modificada en futuras publicaciones.

## Versiones
"Don't Think Twice, It's All Right" ha sido versionada por Cher, Johnny Cash, Odetta, Rory Gallagher, Heinz, Elvis Presley, Waylon Jennings, Flatt and Scruggs, Steve Young, Ramblin' Jack Elliott, Jerry Reed, Joan Báez, Doc Watson, Peter, Paul and Mary, The Waifs, Vonda Shepard, John Martyn, Elliott Smith, Nick Drake, Susan Tedeschi, Ted Tanner, Emily Haines, Susanna and the Magical Orchestra, Pitbullfarm, Boris Grebenshchikov, Jackie Greene, Wolfgang Ambros, Bree Sharp, O.A.R., Matt Nathanson, Mike Ness, Christina Rosenvinge, Davey Graham, The Four Seasons e Indigo Girls.
The Seekers grabarían una versión para su primer álbum en 1965.
Eric Clapton interpretaría una versión modificada en el concierto homenaje a los treinta años de carrera musical de Dylan, publicado posteriormente como álbum en The 30th Anniversary Concert Celebration.
chinoy interpreta una versión en español en actos en vivo.
Kesha hace un cover de la canción en el álbum de Amnesty International
- Datos: Q2705721